# Astazu Oriental
L'Astazu Oriental o Gran Astazu, o Astazu o Marmoré del Cul Oriental, és una muntanya de 3.071 m d'altitud, amb una prominència de 97 m, que es troba al massís del Mont Perdut, entre la província d'Osca (Aragó) i el departament dels Alts Pirineus (França). S'accedeix per la Vall de Pineta des del refugi de Pineta (1.240 m).

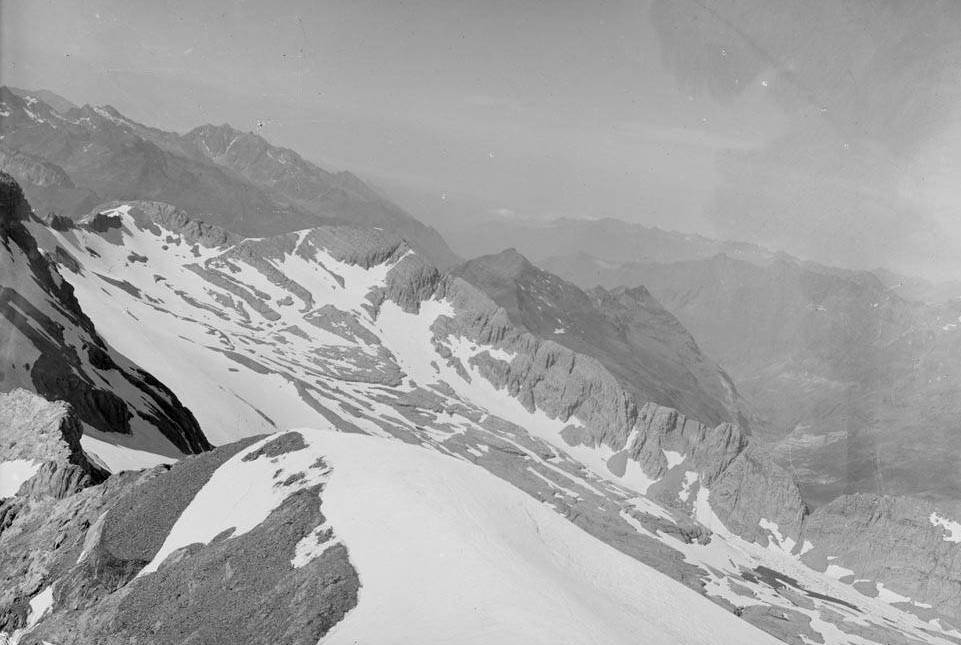
El Gran Astazu des del Cilindro (entre 1904 i 1914)